# Methanomethylovorans
Genre
Espèces de rang inférieur
- Methanomethylovorans hollandica
- Methanomethylovorans thermophila
- Methanomethylovorans victoriae

Methanomethylovorans est un genre d'archées méthanogènes de l'ordre des Methanosarcinales.